# Henry Arland
Henry Arland, właśc. Heinz Mühlbauer (ur. 2 września 1945 w Planegg) – niemiecki klarnecista i kompozytor.

## Życiorys
Henry Arland urodził się w powiecie Monachium jako syn niemieckiego kompozytora – Rolfa (1922–2015), już jako dziecko uczył się gry na klarnecie. Po ukończeniu szkoły rozpoczął studia w Wyższej Szkole Muzyki i Teatru w Monachium, którą ukończył. Następnie został nauczycielem i dyrektorem szkoły muzycznej w Prien am Chiemsee.
Już w latach 60. odnosił sukcesy i został zauważony jako solista (Laternenmelodie), ale także jako akompaniator do nagrań w m.in.: Sweet Clarinett z chórem Botho-Lucas-Chor. Później nagrał takie single jak m.in.: Kalinka, The Little Prince. W 1990 roku wystąpił na międzynarodowym Grand Prix Muzyki Folkowej z utworem pt. Heide-Lied, jednak nie zakwalifikował się do finału, a w 1994 roku zdobyli międzynarodowe Grand Prix Muzyki Folkowej za utwór pt. Echo der Berge.
Po nieuznaniu dyplomu nauczyciela żony Silke, zrezygnował ze stanowiska dyrektora szkoły muzycznej w Prien am Chiemsee.

## Życie prywatne
Henry Arland w 1979 roku ożenił się z Dorotheą, z którą ma dwóch synów: Maxiego (ur. 1981) – piosenkarz i prezenter telewizyjny i Hansiego (ur. 1983) – piosenkarza, autora tekstów, kompozytora, producenta muzycznego i realizatora dźwięku, z którymi w 1993 roku wystąpił jako instrumentalne trio na Volkstümliche Hitparade na stacji ZDF wraz z Carolin Reiber, na którym zajęli 1. miejsce. Potem przez lata byli gośćmi w różnych programach telewizyjnych oraz na scenach w Niemcy, Austrii i Szwajcarii.
Po rozwodzie ożenił się z Silke, z którą ma córkę Victorię (ur. 1989). W 1995 roku przenieśli się do Berlina, gdzie do 1999 roku mieszkali w dzielnicy Hohenschönhausen. Po ślubie przenieśli się do Ahrensfelde.

## Nagrody
- 1993: 1. miejsce na Volkstümliche Hitparade (Henry Arland & Söhne)
- 1994: 1. miejsce na Międzynarodowym Grand Prix Muzyki Folkowej (Henry Arland & Söhne)

## Dyskografia

### Single
- 1964: Mamatschi/Dreamy Clarinet
- 1965: Judy, Oh Judy/Laternenmelodie
- 1966: Kalinka
- 1966: Mein Schönster Traum/Club 66
- 1968: Towarisch/Tanja
- 1968: Kleiner Prinz/Kalinka
- 1972: Einsamer Sonntag
- 1975: Attila/I Found My Love
- 1976: Delicado
- 1976: Bugsy Malone
- 1976: Baby Clarinet/After Tea
- 1981: Sérénade De Joséphine/Starlight-Serenade
- 1990: Heide-Lied
- 1993: Herzklopfen
- 1995: Bergkristall
- 1996: Gondola D'Amore
- 2003: Melodie Für Einen Engel

Henry Arland & Söhne
- 1994: Berg-Romanze
- 1994: Rosenmelodie
- 1994: Echo Der Berge

### Albumy
- 1967: Klarinette In Gold
- 1972: Clarinet Fascination
- 1974: Melodias Famosas
- 1974: Limbo Jimbo
- 1976: Golden Clarinet
- 1979: Verliebte Träumereien
- 1982: Im Zauber Zärtlicher Melodien Folge 2
- 1985: Zärtliche Melodien Für Verliebte Stunden
- 1985: Goldene Klarinetten-Träume
- 1987: Ein Hauch Von Zärtlichkeit
- 1996: Heimatträume
- 2004: Ambiente

Henry Arland & Söhne
- 1993: Gefühle
- 1994: Echo Der Berge
- 1994: Klarinetten- Weihnacht
- 1995: Bergkristall
- 2002: 32 Goldene Erfolge

### Kasety
- 1981: ...Und Seine Goldene Klarinette - Im Zauber Zärtlicher Melodien